# Lucien Campeau
 (mai 2023).
Si vous disposez d'ouvrages ou d'articles de référence ou si vous connaissez des sites web de qualité traitant du thème abordé ici, merci de compléter l'article en donnant les références utiles à sa vérifiabilité et en les liant à la section « Notes et références ».
Pour les articles homonymes, voir Lucien Campeau (cardiologue) et Campeau.
Lucien Campeau, né le 15 juillet 1914 à Winslow, dans le Maine (États-Unis) et mort le 29 mars 2003 à Saint-Jérôme au Québec (Canada), est un historien canadien, professeur d'histoire et jésuite.

## Biographie
Né à Winslow (Waterville), Maine, États-Unis, le 15 juillet 1914, fils aîné d'Aimé Campeau et de Marie Bureau. Avec sa famille d'origine québécoise francophone, Lucien Campeau revient s'établir au Québec à Courcelles, en Beauce, alors qu'il était âgé de six ans. Il complète des études classiques au Séminaire de Saint-Victor de Beauce et entre chez les Jésuites en 1936. Ordonné prêtre en 1948, il se spécialise en histoire ecclésiastique à l'Université grégorienne de Rome.
Il enseigne au scolasticat de l'Immaculée-Conception (51-68) et à l'Université de Montréal (68-80). Il se signale par la qualité de ses recherches et de ses écrits en histoire de la Nouvelle-France, de Montréal et aussi en histoire religieuse canadienne. Il a produit plusieurs ouvrages historiques dont les Monumenta Novae Franciae et un grand nombre d'articles dont pour la Revue d'histoire de l'Amérique française et la Société des Dix où il occupa le siège no 2 à compter de 1973.
Il fut reçu membre de l'Ordre du Canada en 2002.

## Distinctions
- 1973 : Membre de la Société des Dix
- 1976 : Bourse Killam
- 2002 :  Membre de l'Ordre du Canada